# Bul·la Fèlix
Bul·la Fèlix (en llatí Bulla Felix) va ser un famós cap de bandits italià que va dirigir una banda de sis-cents lladres, amb els quals va assolar Itàlia durant dos anys durant el regnat de Septimi Sever.
Va desafiar tots els intents imperials per la seva captura però finalment va ser traït per una de les seves amants, fet presoner i tirat a les feres. Dió Cassi va conservar diverses anècdotes de les seves actuacions, i diu que eren una combinació d'audàcia i prudència.